# Edda Művek 6.
Az Edda Művek 6. a magyar Edda Művek zenekar hatodik albuma, egyben negyedik stúdiólemeze. Ez az első nagylemez (ha a koncertalbumként megjelent Edda Művek 5.-öt is beleszámoljuk, akkor a második), melyen már az új felállás hallható. Legtöbb dala slágerré vált, leginkább a "Gyere őrült" és az "Éjjel érkezem" közismert.
Az együttes felállása eddigre többé-kevésbé stabilizálódott, a gitáros poszton Csillag Endre került véglegesítésre. Az ekkoriban betegeskedő Fortuna László dobos helyének betöltése egyelőre még bizonytalan volt, ezért a lemezen doboló Papp Tamás nem mint zenekari tag, hanem mint közreműködő került feltüntetésre. A lemezborító jellegzetes sárga-fekete színvilágú, mely az együttesre azóta is jellemző: egyik oldalán egy művészien stilizált bukósisak került, másik oldalára (de csak a bakelitváltozaton, a CD-kiadáson üres fekete lett a háttér) egy stilizált erényöv látható.
A lemez felvezetéseképpen ugyanabban az évben megjelent a "D. Nagy Lajos – Pataky Attila" című kislemez, melyben a két énekes duett formájában énekli el a "Gyere őrült" és a "Veled vagyok" című számokat.
A "Megfulladok" című dalt, leszámítva a refrénjét, még Csillag Endre szerezte a Dózis nevű zenekarában. A "Gyere őrült" című dalban a "tapétával megpróbálok összebújni" sor is általa inspirálódott: megmutatta Pataky Attilának a Whitesnake "Crying in the Rain" című dalát, amelynek szövegét lefordította neki, és ebben szerepelt egy sor a tapétáról leválásról. Nem ez az egyetlen Whitesnake ihlette dal a lemezen, az "Éhes asszony" című dal mind dallamában, mind felépítésében sokat merített a "She's A Woman" című számból.
A "Gyere őrült"-höz készült egy angol nyelvű változat is, "Mad Girl" címmel, amelyet csak egy 1986-os TV-műsorban mutattak be Zenei alapja teljesen megegyezik az albumverzióval, csak az éneksáv angol.

## Számok listája
| # | LP # | Cím              | Szerző                                                      | Hossz |
| - | ---- | ---------------- | ----------------------------------------------------------- | ----- |
| 1 | A1   | Gyere őrült      | Pataky Attila, Csillag Endre, Gömöry Zsolt, Mirkovics Gábor | 4:02  |
| 2 | A2   | Veled vagyok     | Pataky Attila, Csillag Endre, Gömöry Zsolt, Mirkovics Gábor | 4:11  |
| 3 | A3   | Éjjel érkezem    | EDDA – Pataky Attila                                        | 6:32  |
| 4 | A4   | Ma még együtt    | EDDA – Pataky Attila                                        | 5:02  |
| 5 | B1   | Velem kiáltsatok | EDDA – Pataky Attila                                        | 4:47  |
| 6 | B2   | Éhes asszony     | EDDA – Pataky Attila                                        | 4:28  |
| 7 | B3   | Megfulladok      | EDDA – Pataky Attila                                        | 4:41  |
| 8 | B4   | A színház        | EDDA – Pataky Attila                                        | 6:43  |

## Az együttes felállása
- Csillag Endre – szólógitár
- Gömöry Zsolt – billentyűs hangszerek
- Mirkovics Gábor – basszusgitár
- Pataky Attila – ének

Közreműködött:
- Papp Tamás – dob
- Felvinczy Attiia – koncertmenedzser
- Kálmán Sándor – hangmérnök
- Szigeti Ferenc – zenei rendező
- Fujkin István – borítóterv
- Sylvester János Nyomda – eredeti borító nyomdai munkálatai

## Kapcsolódó kislemez
- Pataky Attila és D. Nagy Lajos kislemez (1986)